# Curiaci Matern
Curiaci Matern (en llatí: Curiatius Maternus) va ser un escriptor romà del segle i, inicialment estudiant de retòrica, estudis que va abandonar per escriure tragèdies, entre les quals les més famoses van ser Medea, Thyestes, Domitius, i Cato. En aquesta darrera obra va ofendre al govern. Aquesta informació no dona detalls més precisos però probablement Matern va ser el mateix personatge mencionat per Dió Cassi com Μάτξρνορ σοΦιστήρ, que Domicià va fer executar per la seva llibertat de paraula. S'ha provat que la tragèdia Octavia, atribuïda a Sèneca, de fet era de Matern.